# Leimebamba (district)
Le district de Leimebamba est l'un des 21 districts de la province de Chachapoyas, région d'Amazonas au Pérou.
Leimebamba se trouve dans la montagne sur les rives du Río Utcubamba. La capitale Leimebamba (on écrit aussi Leymebamba) se trouve à une altitude de 2 203 mètres. Le district est limité : 
- au nord par le district de San Francisco del Yeso,
- à l'est par le district de Huicungo,
- au sud par le district de Chuquibamba et la région de San Martín,
- à l'ouest par le district de Balsas.

Il a une superficie de 373.14 km² et sa population était estimée à 4 336 habitants en 2002.
Sur le territoire du district, on trouve le site archéologique du lac des Condors, le musée Leymebamba, où l'on peut découvrir la flore et la faune du secteur, ainsi que les momies du Lac des Condors et des quipus.
On accède à Leimebamba par la route depuis les villes de Chachapoyas ou de Cajamarca.
Les fêtes patronales de la capitale Leimebamba (fiesta de San Augustin) se déroulent le 28 août. On fête également la Virgen del Carmen, le 16 juillet.

## Localités et lieux-dits du district de Leimebamba
| - palmira - leimebamba - bonda - guilipe - muyucsha - ishpingo - pomacochas - cuensol - dos de mayo - plaza pampa - chururco - lluy - llushpe - puchicana - checo - teaben | - felipa - miraflores - santa dionisia - gramalote rural - amuch - parajillo - shalcapata - shishuayco - potrerillo - el salto - triguicsa - el tambo - shonie - monticunga - siogue - san miguel | - timbo yambo - jinez - las escobas - chorrera - sinuno - lugar tranquilo - quingrimachay - yerba buena - torongil - lajas bamba - tambillo - shival - la vaqueria - monteseco - la joya - tajopamba | - quishuar - laguna-c0ndores - churo churo - corral conga - pampas verdes - cabildo pata - atuen - el jardín - orfedon - israel - chilingote - agua loca - conjul - chinchango - cashapata |

La plupart des localités de Leimebamba se trouvent dans la montagne, certaines sont également à proximité du Río Utcubamba. Le marché le plus important a lieu le dimanche dans la localité de Yerbabuena.